# Kroonpolders
Kroonpolders is een duingebied en beschermd natuurgebied op het waddeneiland Terschelling tussen de strandpalen 3 en 8. Het gebied valt formeel onder het dorp West-Terschelling. De Kroonpolders zijn in beheer bij het Staatsbosbeheer.
De Kroonpolders zijn tussen 1920 en 1929 ontstaan in het zeegebied tussen de oude duinen van Terschelling en de zandplaat de Noordsvaarder door de aanleg van stuifdijken. Die moesten de grote toevoer van stuifzand uit het Westen opvangen, dat de in cultuur gebrachte delen van de oude duinen bedreigde. Symen Kroon (1868-?), kantonnier en tweede havenmeester op Terschelling, werkte aan dit stuifdijkencomplex, dat naar hem werd genoemd.
Het gebied bestaat uit een zestal lage valleien gescheiden door lange rechte stuifdijken. In een aantal van de valleien komt een uitgebreide vegetatie voor van cranberry of Amerikaanse veenbes. Een groot deel van de valleien is begroeid met riet of met struwelen van diverse soorten wilgen. Op enkele plaatsen zijn waardevolle vegetaties aanwezig met knopbies (Schoenus nigricans), parnassia (Parnassia palustris), moeraswespenorchis (Epipactis palustris) en groenknolorchis (Liparis loeselii).
Broedvogels uit de Kroonspolders zijn bruine kiekendief, blauwe kiekendief, wulp, tapuit, roodborsttapuit, blauwborst, sprinkhaanrietzanger, kleine karekiet, rietzanger, waterral, dodaars, e.a.
Op Vlieland komt een vergelijkbaar gebied voor met de naam Kroon's Polders.

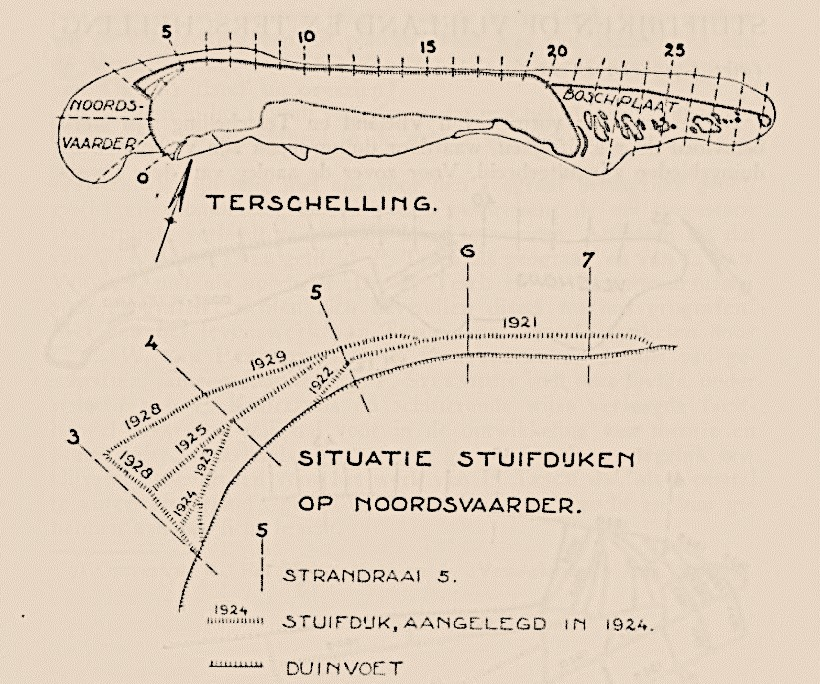
Kaart stuifdijken bij Noordsvaarder (1920-1929)